# 觀爛島龍舟競渡
觀爛島龍舟競渡，是越南廣寧省拜子龍灣的觀爛島（越南语：／；另亦有中文媒體譯成「君蘭島」、“關蘭島”）在每年農曆六月十八日舉行節慶活動，以紀念陳朝大將陳慶餘抵禦外每、保家衛國的功績。在活動中，參加競渡的選手會分成兩隊，穿上傳統服飾，由其中一人擔任元帥，競渡奪標，情景與端午節划龍舟相似，不過就增添了越南觀爛島的民俗特色。該節慶是拜子龍灣地區較為盛大的節日，屆時鄰近地區的人，都會紛紛赴會。

## 起源
觀爛島的龍舟競渡，是紀念越南陳朝時抵抗元朝入侵的大將陳慶餘（Trần Khánh Dư）。1287年至1288年間，越南遭受第三次蒙古入侵。據《大越史記全書‧陳紀‧陳仁宗》所載，陳慶餘在陳重興三年農曆十二月，陳慶餘曾在率領水軍，成功截擊元軍的運糧船，「獲虜軍糧器械，不可勝計，俘虜亦甚多」，對越方獲勝起到了相當重要的作用。
陳慶餘的護國有功，令他深受百姓的尊崇。在他死後，觀爛島上的居民，就視他為守護神，供奉在村中的祠堂，並每年舉行龍舟競渡，以作紀念。

## 節慶程序及龍舟競渡

### 籌備階段
龍舟競度在每年農曆六月十八日進行，而準備工作，則會在此之前數天便開始進行。
從六月十日開始，當地村民若非工作必要，就不會離開該地，以籌措慶典事宜，並歡迎外賓。其後，當地人會相約，一同討論慶典所須經費及籌備情況。然後選人，安排各自在十八日那天參賽、執旗、打鼓、儀仗等工作。繼而整理參賽船隻，預備划龍舟所須的槳、鼓、鑼等等，並修飾船身。並有祭祀活動，以拜祭陳慶餘。準備好後，便等待六月十八日的龍舟競渡。

### 六月十八日龍舟競渡情況
- 參加者：在慶典中，觀爛島上的五處較大的村莊與三個較小的聚落，會按照傳統，派出村中有一到三歲男孩的男子負責花費，並從中選出體魄強健及操槳技巧好的人，擔任龍舟競渡的選手，身穿古代戎裝出賽。
- 比賽過程：比賽於下午潮漲時進行，兩隊參賽者在拜祭陳慶餘的公祠前登上龍舟中，準備就緒，經過舟上的元帥求神庇祐等到一聲令下，到達指定位置便開始，最先到達碼頭上的終點便勝出。其後，得勝者便可以領取比負方多出數陪的獎賞。龍舟競渡過後，於六月二十日，當地人還會舉行慶典，以祝願和平。[4][3]

## 外部連結
- （英文）.   [2008-05-02]. （原始内容存档于2016-03-04）.